# Goran Sankovič
Goran Sankovič (født 18. juni 1979 i Celje, Jugoslavien, død 3. juni 2022) var en slovensk fodboldspiller (forsvarer).
Sankovič spillede fem kampe for Sloveniens landshold i perioden 2001-2002. Han var med i den slovenske trup til VM 2002 i Sydkorea/Japan, men kom dog ikke på banen i turneringen.
På klubplan repræsenterede Sankovič NK Celje i hjemlandet, tjekkiske Slavia Prag samt cypriotiske Akratitos og Panionios.